# Lorne Mayencourt
Lorne Mayencourt (sinh năm 1957) là một chính khách người Canada, người trước đây đại diện cho khu vực bầu cử của Vancouver-Burrard trong Hội đồng Lập pháp của British Columbia với tư cách là thành viên của đảng Tự do BC.
Mayencourt được bầu lần đầu tiên trong cuộc bầu cử cấp tỉnh năm 2001, đánh bại đối thủ của đảng Dân chủ mới Tim Stevenson.
Ông trước đây là người sáng lập và, trong năm năm đầu tiên, giám đốc điều hành của Hiệp hội Đời sống Vancouver Friends, nơi hỗ trợ những người mắc bệnh AIDS, ung thư và các căn bệnh đe dọa đến tính mạng khác.
Ông là người sáng lập Hiệp hội Phục hồi Hy vọng BC Mới và Cộng đồng Trị liệu Baldy Hughes ở Bắc Trung BC, nơi hỗ trợ người nghiện trong một cộng đồng phục hồi lâu dài.
Trong bầu cử năm 2005, kết quả mâu thuẫn suốt đêm đã khiến cả Mayencourt và Stevenson tuyên bố người chiến thắng ở Vancouver-Burrard, và sự không chắc chắn tiếp tục trong vài tuần.  Trong số phiếu cuối cùng của phiếu bầu thông thường, Stevenson được tuyên bố là người chiến thắng với 17 phiếu; tuy nhiên, khi phiếu bầu vắng mặt được tính vào ngày 30 tháng 5, Mayencourt đã được tuyên bố là người chiến thắng với tỷ lệ 18 phiếu. Sau khi kể lại tư pháp, Mayencourt được tuyên bố là người chiến thắng với 11 phiếu.
Ông được biết đến với Private Member's Bill của Thành viên tư nhân được gọi là Đạo luật Đường phố An toàn (2004), nhằm mục đích ngăn chặn hành vi gây hấn.  Ông chủ trì Lực lượng đặc nhiệm trường học an toàn tỉnh (2003) và đưa ra Đạo luật trường học an toàn (2005) để chống bắt nạt trong hệ thống trường học dựa trên phân biệt chủng tộc, phân biệt giới tính và chứng đồng tính.  Ông giới thiệu Đạo luật xin lỗi để tạo điều kiện hòa giải chân thành và kịp thời giữa chính phủ, doanh nghiệp và công dân.
Mayencourt tuyên bố rằng ông sẽ không tham gia cuộc bầu cử cấp tỉnh năm 2009 và đã từ chức sớm để tranh cử với tư cách là ứng cử viên của Đảng Bảo thủ Canada tại Trung tâm Vancouver cho cuộc tổng tuyển cử năm 2008. Ông thua MP đương nhiệm Hedy Fry.
Mayencourt tuyên bố rằng ông sẽ tìm kiếm sự đề cử của Đảng Tự do BC trong việc tranh đua Vancouver-False Creek cho cuộc tổng tuyển cử British Columbia 2013 sau khi Mary McNeil đương nhiệm tuyên bố rằng bà sẽ không tìm kiếm một nhiệm kỳ khác.  Đối thủ cạnh tranh chính của ông là cựu Thị trưởng Vancouver Sam Sullivan, người cuối cùng đã giành được đề cử và sau đó giành chiến thắng trong cuộc bầu cử
Mayencourt hiện đang sống ở Vancouver, B.C.